# Dresserus sericatus
Espèce
Dresserus sericatus est une espèce d'araignées aranéomorphes de la famille des Eresidae.

## Distribution
Cette espèce est endémique de Namibie.

## Description
La femelle holotype mesure 11 mm.

## Systématique et taxinomie
Cette espèce a été décrite par Tucker en 1920.

## Publication originale
- Tucker, 1920 : « Contributions to the South African Arachnid Fauna. II. On some new South African spiders of the families Barychelidae, Dipluridae, Eresidae, Zodariidae, Heracliidae, Urocteidae, Clubionidae. » Annals of the South African Museum, vol. 17, p. 439-488 (texte intégral).